# LU-73,068
LU-73,068 je antagonist NMDA receptora.